# John Paine
John Bryant Paine (8. dubna 1870, Boston, Massachusetts, – 2. srpna 1951, Weston, Massachusetts) byl americký sportovní střelec, účastník prvních moderních olympijských her v roce 1896 v Athénách, olympijský vítěz ve sportovní střelbě.
Paine byl členem Boston Athletic Association, která vyslala několik sportovců na hry do Athén. Cestou se zastavil u svého bratra Sumnera v Paříži, kterého přesvědčil k účasti na olympiádě. John se zúčastnil všech třech pistolových soutěží, ale ve skutečnosti soutěžil jenom v jedné. Stejně jako jeho bratr Sumner Paine byl vyloučen ze závodu v rychlopalné pistoli, neboť neměl zbraň odpovídajícího kalibru. Oba bratři Paineovi používali kolty, což bylo nesrovnatelné se zbraněmi, které používali jejich soupeři v disciplíně vojenská pistole, přestože museli provést určité úpravy, neboť jejich zbraně byly stavěny pro střelbu na 50 m. John vyhrál tento závod velmi snadno s nástřelem 442 bodů, když zasáhl terč 25 ranami ze 30 možných. Jeho bratr Sumner příliš nezaostal, získal 380 bodů ze 23 zásahů, zatímco na třetí místo, které obsadil Nikolaos Dorakis, stačilo pouhých 205 bodů. Paine pak odstoupil ze soutěže v libovolné pistoli. Důvodem mělo být jeho přání, aby nebyl na překážku svým řeckým hostitelům.

V roce 1898 bojoval Paine jako poručík ve Španělsko-americké válce. Později se z něho stal investiční bankéř.